# Assedio di Firenze
L'assedio di Firenze del 1529-1530 fu l'atto finale dell'imposizione del predominio Imperiale in Italia per opera di Carlo V d'Asburgo.
Avendo piegato le ultime resistenze alla sua politica egemonica col sacco di Roma e la resa di papa Clemente VII alla cui signoria Firenze si era ribellata, allo scopo di contentare il nuovo alleato e farsi perdonare l'inaudito attacco al papato, Carlo V dovette, pur con scarso entusiasmo, adattarsi a ristabilire la famiglia Medici al governo della città, creando il ducato di Firenze.

## L'assedio
Dopo alcune battaglie di avvicinamento le truppe imperiali, comandate da Filiberto di Chalon e Pier Maria III de' Rossi, marchese di San Secondo, iniziarono l'assedio il 14 ottobre 1529; la feroce quanto inaspettata resistenza della ricca città e di alcune fortezze del contado, la lunghezza dell'assedio, la morte in battaglia di alcuni tra i migliori comandanti dell'esercito imperiale, il timore che le gesta dei difensori ispirassero altre città alla ribellione indussero gli assedianti ad intavolare trattative per una resa onorevole della città, che escludevano il saccheggio e la sottrazione di territorio al governo cittadino.
Della difesa della città fu incaricato in qualità di capitano generale Malatesta IV Baglioni che in realtà mirava principalmente ad ingraziarsi il papa per tornare in possesso della città di Perugia, arrivando a tradire il prode capitano Francesco Ferrucci nella battaglia di Gavinana, unica importante ma disastrosa sconfitta per le truppe fiorentine nelle vicinanze della città.
Sicuramente il Baglioni forzò la resa della città: estromesso dal comando in quanto oramai vi erano forti dubbi sulla sua condotta, si ribellò ed introdusse in città una piccola pattuglia di imperiali che conquistò Porta Romana e voltò le artiglierie verso la città; i fiorentini non reagirono compatti e ciò portò alla resa, firmata il 12 agosto 1530 presso la chiesa di Santa Margherita a Montici.
Altro importante personaggio che collaborò alla difesa della città fu Michelangelo Buonarroti, che venne incaricato di rafforzare le fortificazioni. Prima si dedicò con tutto l'impegno all'opera, salvo fuggire dalla città per poi rientrarvi quando era già assediata, a rischio della vita; al momento della resa dovette restare nascosto a lungo per sfuggire alla collera del papa. Molti suoi disegni di fortificazioni ancora conservati si riferiscono alle opere esterne delle mura di Firenze e rappresentano una pietra miliare negli studi teorici sulla fortificazione alla moderna; non sappiamo però in che misura questi disegni siano stati tradotti in reali strutture.
Durante l'assedio, il 17 febbraio 1530 , a scherno degli assedianti fu giocata una storica partita di calcio storico fiorentino (chiamato anche calcio in livrea o calcio in costume) da parte di 54 nobili fiorentini che si affrontarono tra loro a dimostrare la superiorità dei cittadini ai pur soverchianti assedianti. Ogni anno a giugno si svolge un torneo tra le squadre di quattro quartieri in cui viene rievocato nella storica sede di piazza Santa Croce. Giocarono quella partita i Bianchi di Santo Spirito che rappresentarono la purezza e i Verdi di San Giovanni che rappresentano la speranza. Di quella partita non venne riportato il risultato finale.
Con la caduta della repubblica fiorentina tornarono al potere i Medici, la penisola italiana (con la sola esclusione della Repubblica di Venezia che continuò a essere indipendente) e buona parte dell'Europa era ora sotto il controllo di Carlo V.

## Esito
Dopo quasi un anno di assedio, gli assedianti decisero di porre fine alla conquista della repubblica fiorentina, anche perché ormai Carlo V era privo dei suoi migliori comandati, inoltre aveva già perso un elevato numero di truppe e risorse.
Il governo fiorentino, avendo da poco perso il prode capitano Francesco Ferrucci nella battaglia di Gavinana, decise di accettare la resa onorevole, anche perché ormai Firenze era divisa fra chi voleva continuare la difesa della repubblica e fra chi preferiva il ritorno dei Medici.
Quindi, 12 agosto 1530 presso la chiesa di Santa Margherita a Montici, i principali rappresentanti dei due eserciti firmarono la resa onorevole, ponendo fine alle azioni belliche.
Firenze riuscì quindi a mantenere la propria indipendenza, anche se non più in forma repubblicana, dato che col ritorno dei Medici si creò il Ducato di Firenze, divenuto poi Granducato di Toscana con Cosimo I de' Medici.